# بات دونيلي
بات دونيلي هو لاعب هوكي الجليد كندي، ولد في 28 سبتمبر 1942 في Kincaid, Saskatchewan ‏ في كندا.

## وصلات خارجية
- بات دونيلي على موقع HockeyDB.com (الإنجليزية)